# Аюми Хамасаки
Аюми Хамасаки (на японски: 浜崎あゆみ) е японска певица, текстописец и модел. Аюми е най-продаваната певица в Япония и е определяна за „императрицата“ на японската музика.Ayumi-Empress of pop</ref>

## Кариера
Преди да подпише с компанията Avex Trax Аюми издава албума Nothing From Nothing, но не пожъва успех. През 1998 издава сингъла Poker Face, който става голям хит, а година по-късно реализирания албум A Song for XX продава над един милион копия. В следващите години Аюми добива все повече и повече успех като певица. През 2001 излиза и първата компилация, която продава 4 милиона копия и става най-продаваният ѝ албум дотогава. Всички студийни албуми издадени от дебюта и като певица до 2002 минават над един милион продажби. Аюми е третият най-продаван изпълнител в Япония след дуото B'z и групата Mr. Children.

## Албуми
- 2015:A One
- 2014:Colours
- 2013:Love Again
- 2012:Party Queen
- 2010:Love Songs
- 2010:Rock 'n' Roll Circus
- 2009:Next Level
- 2008:Guilty
- 2006:Secret
- 2006:(Miss)understood
- 2004:My Story
- 2002:Rainbow
- 2002:I Am...
- 2000:Duty
- 1999:Loveppears
- 1999:A Song for ××